# Ugland House

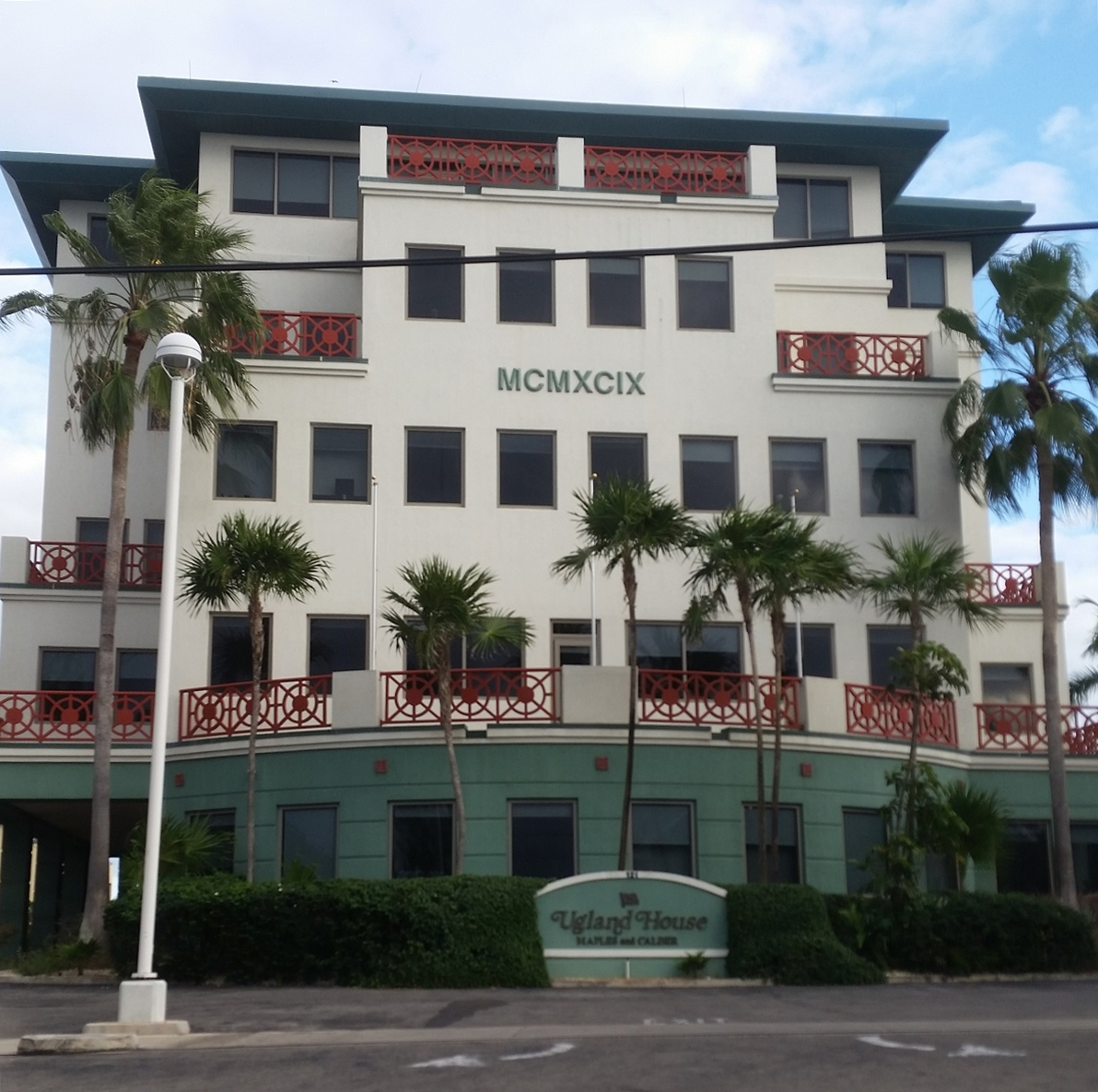
Ugland House

Ugland House ist ein Bürogebäude in George Town auf den Cayman Islands, die zum britischen Überseegebiet zählen. Es befindet sich in der South Church Street. Die Cayman Islands gelten als Steueroase.
Das Gebäude ist auf dem Papier rechtlicher Unternehmenssitz von über 18.000 juristischen Personen. Es wird mit Steuerflucht in zahlreichen Ländern in Verbindung gebracht. Wegen seiner vielen Briefkastenfirmen bezeichnete Barack Obama das Ugland House als entweder größtes Gebäude der Welt oder den größten Steuerbetrug auf der Welt.